# Haute personnalité
 (août 2014).
Si vous disposez d'ouvrages ou d'articles de référence ou si vous connaissez des sites web de qualité traitant du thème abordé ici, merci de compléter l'article en donnant les références utiles à sa vérifiabilité et en les liant à la section « Notes et références ».

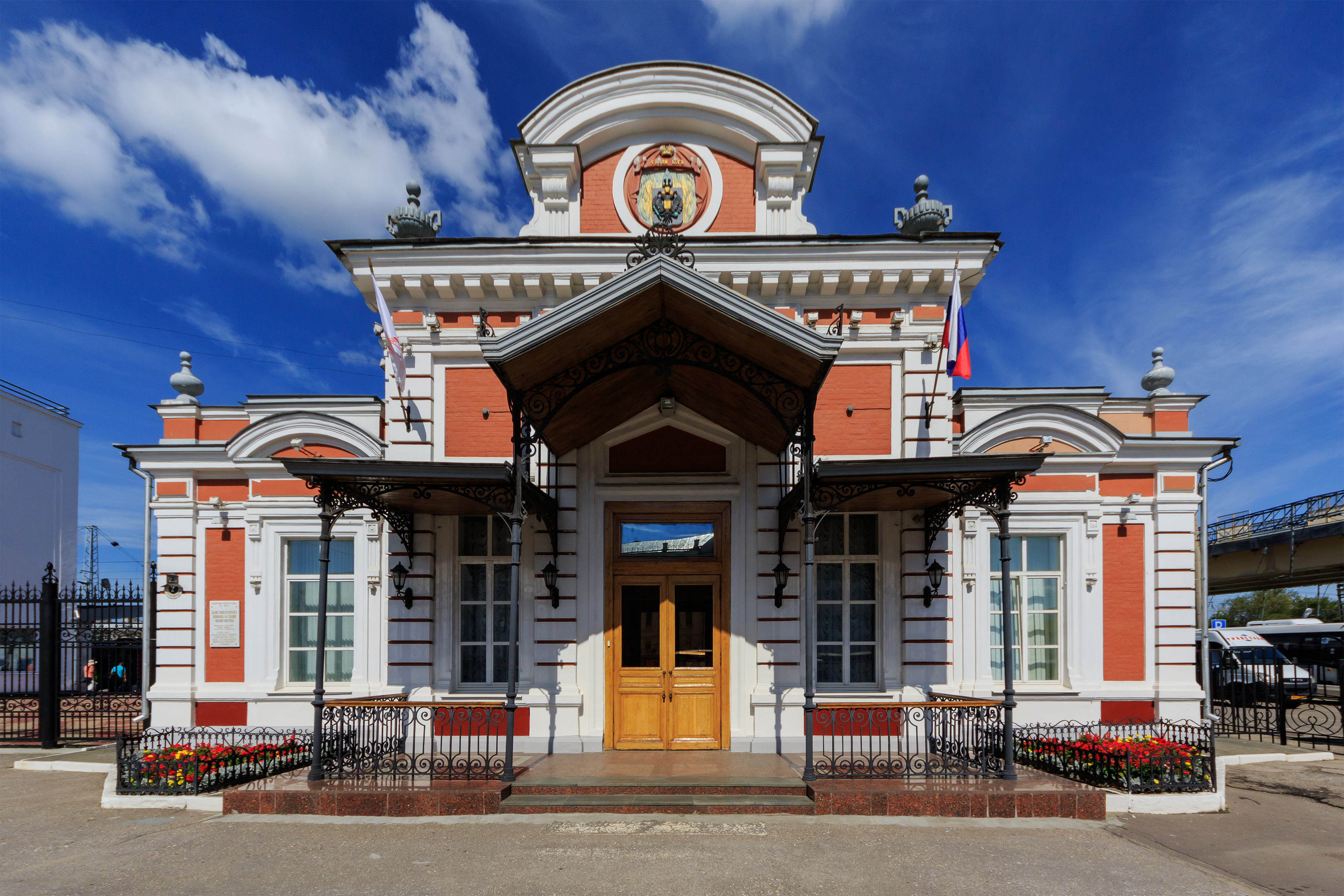
Le « Hall VIP » (anciennement, de la famille royale) à la gare principale de Nijni Novgorod.

Une haute personnalité, ou VIP (sigle pour l'anglais « very important person », littéralement « personne très importante »), est une personne à qui on accorde des privilèges particuliers en raison de son importance, par exemple une célébrité, une personnalité politique ou une personnalité du monde des affaires.
Le terme « personne très importante » (ou « personnes très notables ») est né dans les années 1920, dans le milieu des émigrés russes, dont la plupart vivaient à Paris.
Il s'agit aussi d'un acronyme militaire, utilisé dans l'armée américaine.